# Defender (arcadespel)
Defender (ook wel Earth Attack) is een arcadespel dat werd ontwikkeld en uitgeven door Williams Electronics. Het spel kwam in februari 1981 uit voor als Arcadespel. De ontwikkeling werd geleid door Eugene Jarvis. Het spel was voorzien van mono geluid.
Het spel is een schietspel met 2D graphics. Het perspectief wordt getoond in de derde persoon. Het spel speelt zich af op een fictieve planeet. De speler moet proberen met een kleine ruimteschip golven van vijandelijke aliens te doden en tegelijkertijd moet men mensen op de planeet beschermen. Het ruimteschip heeft drie bommen en een hyperdrive om je extra snel voort te bewegen. Alle aanwezige astronauten dienen te worden beschermd tegen de aliens. Als de speler hierin niet slaagt explodeert de planeet. Zodra alle vijandelijke schepen zijn uitgeschakeld stijgt de speler een level.

## Platforms
| Jaar | Platforms                                                                        |
| ---- | -------------------------------------------------------------------------------- |
| 1981 | Arcade, Atari 2600                                                               |
| 1982 | Atari 5200, Atari 8-bit                                                          |
| 1983 | Apple II, ColecoVision, Commodore 64, Intellivision, PC Booter, TI-99/4A, VIC-20 |
| 2006 | Xbox 360                                                                         |

Het spel was bijgesloten bij verschillende compilatiespellen:
| Titel                                  | Platforms                            |
| -------------------------------------- | ------------------------------------ |
| Midway Arcade Origins                  | PlayStation 3 en Xbox 360            |
| Midway Arcade Treasures                | GameCube, Xbox, PlayStation 2 en PC  |
| Midway Arcade Treasures: Extended Play | PSP                                  |
| Midway's Greatest Arcade Hits Volume 1 | Dreamcast                            |
| Williams Arcade Classics               | PC                                   |
| Williams Arcade's Greatest Hits        | PlayStation, Genesis, Super Nintendo |

## Ontvangst
Met 55.000 verkochte exemplaren is dit spel het beste verkochte computerspel van Williams Electronics.
Het spel werd overwegend positief ontvangen:
| Beoordeeld door       | Platform      | Jaar | Rating |
| --------------------- | ------------- | ---- | ------ |
| The Video Game Critic | ColecoVision  | 2003 | 91%    |
| The Video Game Critic | Intellivision | 2002 | 91%    |
| Game Freaks 365       | Atari 2600    | 2004 | 83%    |
| The Video Game Critic | Atari 5200    | 2004 | 83%    |
| Commodore User        | VIC-20        | 1984 | 80%    |
| Pixel-Heroes.de       | Commodore 64  | 2007 | 80%    |
| Micro 7               | VIC-20        | 1984 | 67%    |
| Atari HQ              | Atari 2600    | 2001 | 60%    |
| Game Chronicles       | Xbox 360      | 2006 | 56%    |
| UOL Jogos             | Xbox 360      | 2009 | 40%    |

## Trivia
- Het spel is opgenomen in het boek 1001 Video Games You Must Play Before You Die van Tony Mott.
- In 1983 bracht Entex dit spel uit als bordspel.

## Vervolgen

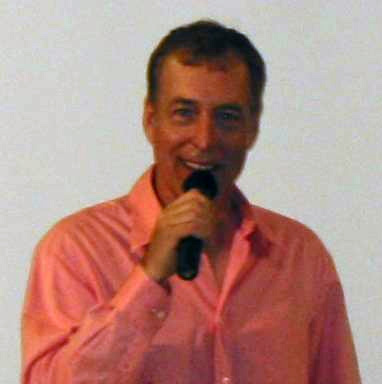
Ontwikkelaar Eugene Jarvis (2006)

- 1981: Stargate (of Defender II)
- 1991: Strike Force
- 1996: Defender 2000 (Jaguar)